# 西維爾 (伊利諾伊州)
西維爾（英語：Seville）是位於美國伊利諾伊州富爾頓縣的一個非建制地區。該地的面積和人口皆未知。

## 地理
西維爾的座標為40°29′08″N 90°20′37″W / 40.48556°N 90.34361°W，而該地的平均海拔高度為155米（即509英尺）。